# 2021年格雷罗地震
2021年格雷罗地震是指2021年9月7日晚发生于墨西哥格雷罗州沿岸的强烈地震。该次地震震中位于格雷罗州阿卡普尔科（北纬16.982度，西经99.773度），震级达MW 7.0级，震源深度约20千米，最大烈度为8（VIII）度。地震共导致墨西哥各地共11人死亡、23人受伤。
该次地震正好发生于2017年恰帕斯州地震的4周年。

## 发震背景

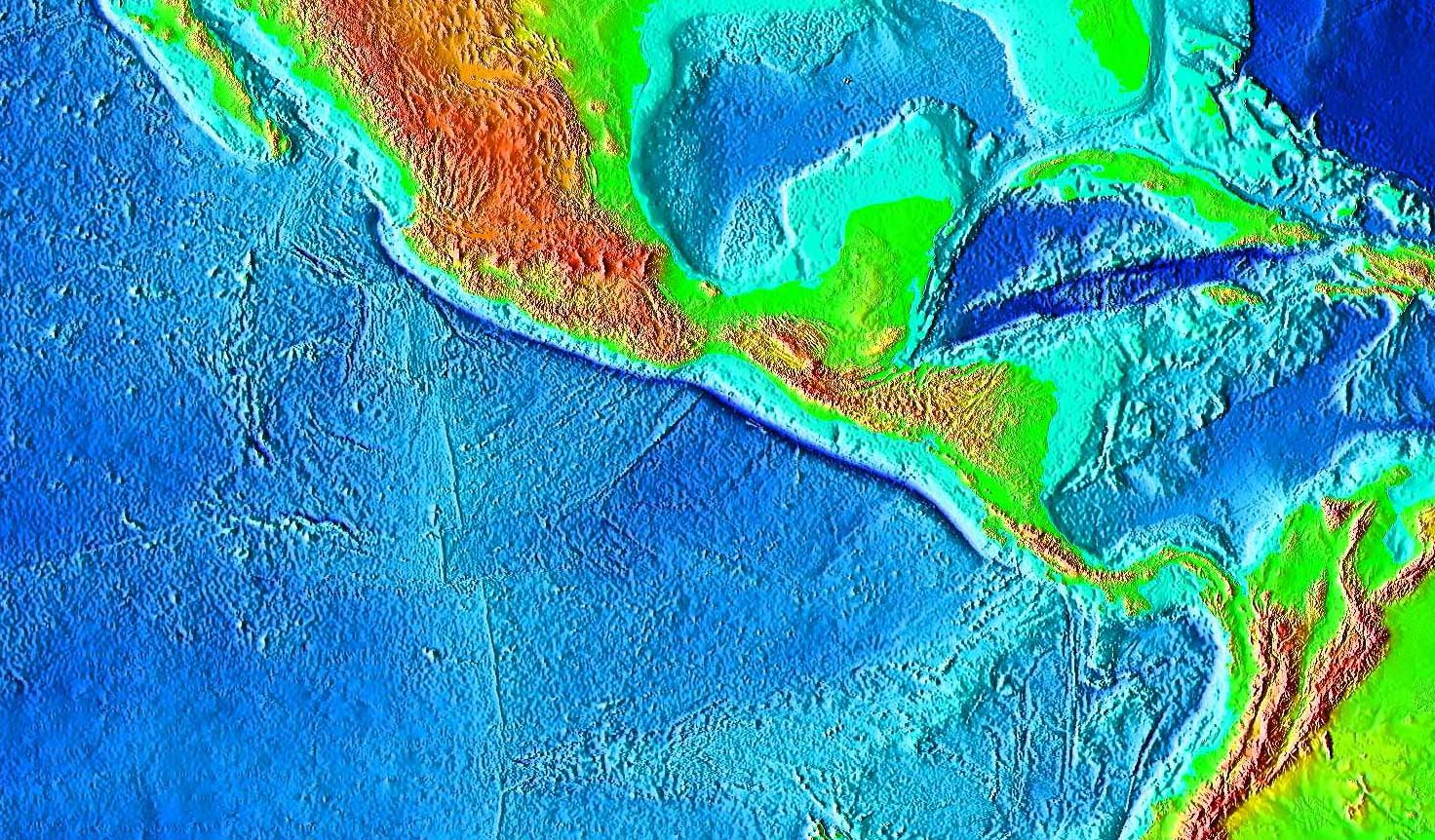
大陆西侧的深蓝色线条为中美海沟

该次地震发生于科科斯板块和北美板块的交界处。在震中区域，前者以每年65毫米的速度沿东北方向移动。由于科科斯板块属于海洋板块，与属于大陆板块的北美板块相比密度更大，因此前者在中美海沟俯冲至北美板块之下。在这样的构造下，板块的接触界面或俯冲带会在地震期间释放弹性应变，发生在海底的大规模突然隆起可能会引发大规模的海啸。不仅如此，加上受到加勒比板块的影响，当地错综复杂的板块结构形成了一个可长期发生地震活动的构造带。而震源深度和震源机制解都显示，该次地震的机制与其他发生在上述两个板块之间的隐没带的地震相同。此外，为了描述这种规模的地震，比起一个普通的点，一个长约40千米，宽约20千米的矩形可以更好地描述该次地震发生滑动的区域大小。
历史上，墨西哥南岸曾发生过多次显著地震。在过去的100年间，该次地震震中距250千米范围内曾发生过17次规模达到7级以上的地震。其中，1962年5月发生的7.0级地震的震中就位于这次地震的震中附近。然而，1962年地震引发了振幅更高的海啸（约2.8米），造成了区域性的基础设施破坏，最终导致4人死亡。
格雷罗地震空区是一个从阿卡普尔科沿着墨西哥南岸向西北延伸约200千米的地震空区，并没有像隐没带附近那样频繁地经历过地质运动。不过，该地震空区仍然被认为是可以引发规模达到8级以上地震的区域，而此次地震就生于该地震空区的东南端。上一次在该地震空区发生的显著地震是1911年格雷罗地震（MW 7.6）。除此之外，还有一些规模达到6级以上的地震也曾发生在该地震空区内。

## 参数测定
| 各国地震机构测定的2021年格雷罗地震的参数           | 各国地震机构测定的2021年格雷罗地震的参数 | 各国地震机构测定的2021年格雷罗地震的参数  | 各国地震机构测定的2021年格雷罗地震的参数 | 各国地震机构测定的2021年格雷罗地震的参数 |
| 参数                                               | 机构                                     | 机构                                      | 机构                                     | 机构                                     |
| 参数                                               | CENC                                     | USGS                                      | EMSC                                     | GFZ                                      |
| -------------------------------------------------- | ---------------------------------------- | ----------------------------------------- | ---------------------------------------- | ---------------------------------------- |
| 震中                                               | 17°07′N 99°36′W / 17.12°N 99.60°W        | 16°58′55″N 99°46′23″W / 16.982°N 99.773°W | 16°59′N 99°46′W / 16.98°N 99.77°W        | 16°58′N 99°44′W / 16.97°N 99.73°W        |
| 震级                                               | MW 7.1                                   | MW 7.0 Ms 7.1                             | MW 7.0                                   | MW 7.0                                   |
| 深度                                               | 30千米                                   | 20千米                                    | 21千米                                   | 10千米                                   |
| CENCUSGSEMSCGFZ 各国地震机构测定的本次地震震中位置 |                                          |                                           |                                          |                                          |

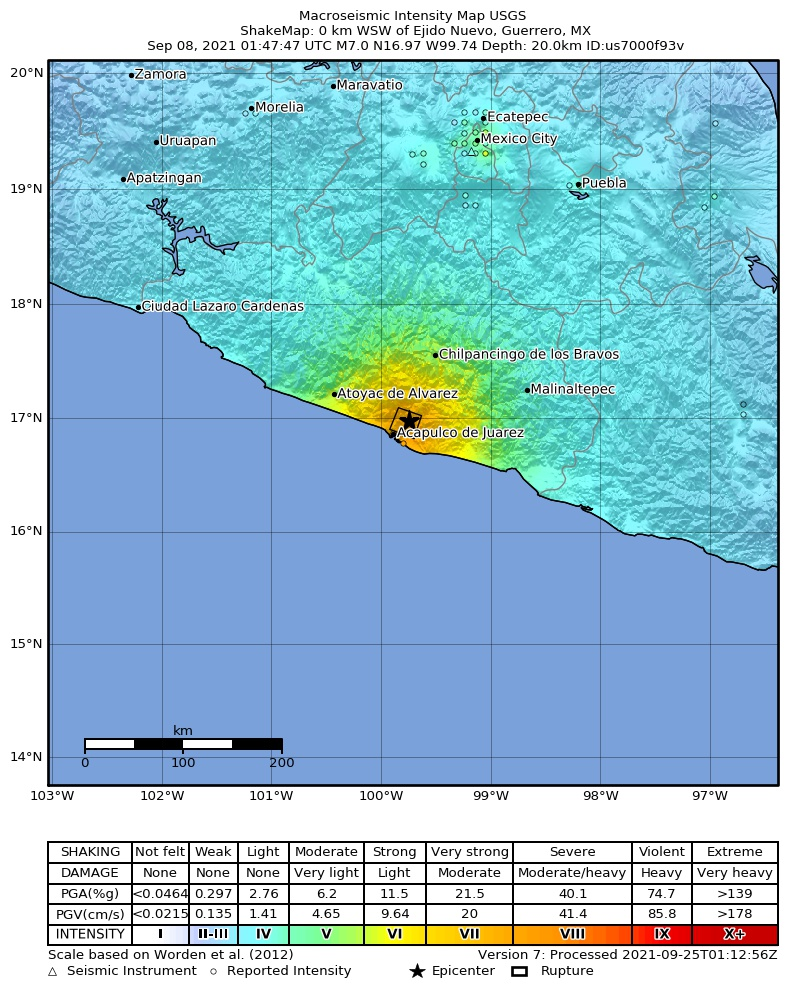
烈度分布图

美国地质调查局最初测定该次地震震级为MW 7.4级。不过，该机构在随后修订了相关数据，测定该次地震震中位于墨西哥格雷罗州阿卡普尔科（北纬16.982度，西经99.773度），震级为MW 7.0级、Ms 7.1级，震源深度约20千米，最大烈度为8（VIII）度。根据震源机制解，该次地震也被认为是一次逆断层型事件。
太平洋海啸预警中心在地震发生约10分钟后（即20时57分）发布了第1份情报，测定该地震震中位于北纬17.1度，东经99.6度，震级为MW 7.4级，震源深度约50千米。21时39分，该机构发布了第2份情报，进一步修订了地震参数。震级由MW 7.4级下调至MW 7.1级，但其他参数保持不变。22时39分，该机构又进一步发布第3份情报，将震中修订为北纬17.0度，东经99.7度，并将震源深度由50千米修订为33千米。
据德国地球科学研究中心GEOFON台网中心测定，该次地震震级为MW 7.0级，震中位于墨西哥格雷罗州海岸附近（北纬16.97度，西经99.73度），震源深度约为21千米，为一次逆断层事件。而欧洲地中海地震中心测得的震级在数值上相同，亦为MW 7.0级，但测得的震源深度较浅，为10千米。而震中则测定为北纬16.98度，西经99.77度，与其他机构基本一致。
此外，中国地震台网在速报中测定，该次地震发生于墨西哥格雷罗州（北纬17.12度，西经99.61度），震级为7.3级。而在正式报中测得的震中与其他机构相比有较大的误差，为北纬17.12度，西经99.60度。测得的震级在数值上略比其他机构大，为MW 7.1级。而测得的震源深度也略深一些，约为30千米。

## 海啸
太平洋海啸预警中心根据在地震发生约10分钟后（即20时57分）发布的第1报情报，对位于震中距300千米以内的墨西哥沿岸发布了海啸威胁（英語：Tsunami Threat）预警。然而，在预警发布之前，位于墨西哥格雷罗州阿卡普尔科沿岸的观测站（北纬16.8度，西经99.9度）就已在20时54分观测到了高约0.37米的海啸。而在21时04分，同一观测站观测到了波高达0.48米的海啸。
22时39分，太平洋海啸预警中心解除了对墨西哥沿岸发布的海啸威胁预警。

## 震害情况

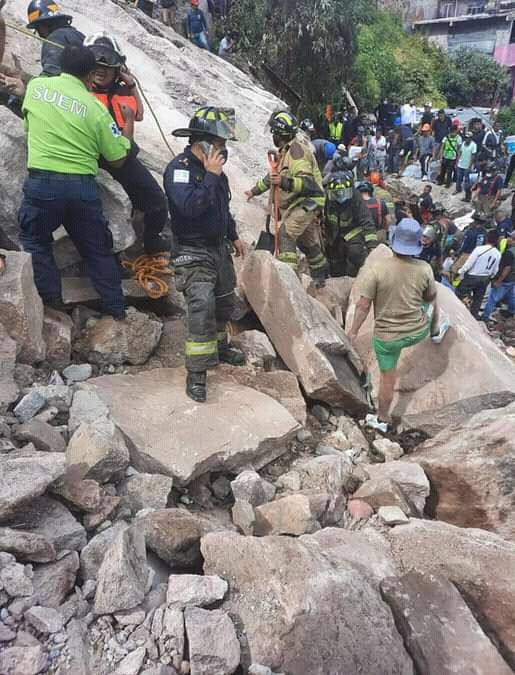
在墨西哥城一处滑坡现场进行救援的救援人员

### 避难
地震触发了墨西哥地震预警系统，在地震波到达墨西哥城前几秒就已向当地居民发出了预警。阿卡普尔科居民接受美联社采访时称，地震发生时他听到了来自建筑物和窗户的巨大响声，屋内有一些物品被震落。此外，他还称听到了漏水的声音，水从池子中流出。许多人在地震中十分慌乱，并大声地尖叫着。而在墨西哥城内，有些地方感受到了长达接近1分钟的摇晃。恐慌的居民跑出建筑物，其中一些人只穿着睡衣。居民们在雨中挤在一起，抱着年幼的孩子或宠物，担心在黑暗中无法回家。当地一名70岁的老人称，这次地震使他想起了1985年墨西哥城大地震。

### 伤亡
美国地质调查局根据震源参数等信息，推测该次地震造成100至1000人死亡的可能性最大（概率为38%），造成的经济损失达到10亿至100亿美元的可能性最大（概率为38%）。然而，墨西哥各地仅有11人死亡的报告。在格雷罗州范围内，有一人因落下来的杆子砸中而死亡，有一人因从失控的摩托车上摔下而死亡，还有一位年老的妇女在她当时所在的一家诊所的围墙倒塌时丧生。此外，还有3人因心脏病而死亡
9月9日，有一位男子在地震中受损的阿卡普尔科—皮诺特帕联邦公路上发生的一次车祸中丧生。
9月10日13时30分左右，墨西哥城一座山上发生了山体滑坡，导致3人死亡、1人受伤和2人失联。发生山体滑坡的原因被认为是该地区的强降雨以及地震使得山上的土壤条件变差，从而引发了山体滑坡。此外，一名青少年因一堵墙倒塌而死亡。
此外，在阿卡普尔科地区周围的农村城镇中至少有20人受伤。

### 建筑和基础设施
根据格雷罗州民防秘书处的数据，至少有3289栋建筑在本次地震中受损，其中包括2006栋民房、35座学校、13座医院、13座酒店和6个礼拜场所等。此外，该次地震还影响了阿卡普尔科的43000家企业，其中4800家被迫关闭。
距离震中最近的阿卡普尔科震害较为严重。由于房屋受损严重，居民担心居住不安全，有27栋建筑被居民遗弃。其中，阿卡普尔科的一栋公寓楼里有200多个房间被居民遗弃。一所学校的挡土墙坍塌，暴露出了建筑的地基，并使结构面临完全倒塌的风险。此外，当地至少有12起天然气泄漏的报告。一座建造于20世纪50年代前的建筑的一面墙完全倒塌，并出现了一些大裂缝。受地震影响，用来建造这座建筑的瓦片、泥土和石头碎片散落在地上。
至少160万用户的电力供应被终止，其中包括烈度仅为5（V）度的墨西哥城。

### 交通
此外，受地震影响，大约出现了70起道路坍塌事件。其中，有58起发生在连通阿卡普尔科和奇尔潘辛戈的道路上，有11起发生在伊瓜拉自治市至奇尔潘辛戈的95号联邦公路上。
阿卡普尔科国际机场航站楼出现了较为轻微的损坏情况，导致航站楼暂停运营至次日的11时30分。此外，由于天花板上的瓷砖和碎片落到了控制室，塔台受损较为严重。
在墨西哥城内运营的电缆巴士Cablebús在地震发生时暂停了运行，致使乘客滞留在缆车内约一个小时。